# A New Beginning (Computerspiel)
A New Beginning ist ein in Deutschland entwickeltes, klassisches Point-and-Click-Adventure aus dem Jahre 2010, das von Daedalic Entertainment entwickelt und von Deep Silver veröffentlicht wurde.

## Handlung
In einer nicht näher definierten Zukunft droht der durch Umweltkatastrophen gebeutelten Menschheit die endgültige Auslöschung durch eine Sonneneruption. Eine Gruppe Wissenschaftler, darunter die Funkerin Fay, wird in die Vergangenheit zurückgeschickt, um den Klimawandel aufzuhalten, der zu den desaströsen Lebensbedingungen der Zukunft führte. Durch einen Fehler landet das Team im Jahr 2050, als schon große Teile der Welt unbewohnbar waren, und fast das gesamte Team kommt ums Leben. Die beiden Überlebenden Fay und Salvador finden einen Zeitungsartikel über den Wissenschaftler Bent Svensson, der im frühen 21. Jahrhundert an alternativen Energiequellen forschte, und reisen in die Gegenwart zurück, um Svensson aufzusuchen. In der Gegenwart überzeugt Fay den im Ruhestand befindlichen Wissenschaftler, seine Forschungen an einer Alge zur Energiegewinnung weiter voranzutreiben, um sie einer Klimakonferenz vorzuführen. Außerdem müssen sie die Explosion eines Atomkraftwerkes im brasilianischen Urwald verhindern, durch welche dieser absterben und die oben genannten Naturkatastrophen herbeiführen würde.

## Spielprinzip und Technik
A New Beginning ist ein 2D-Point-and-Click-Adventure. Aus Sprites zusammengesetzte Figuren agieren vor handgezeichneten, teilanimierten Kulissen. Mit der Maus kann der Spieler seine Spielfigur durch die Örtlichkeiten bewegen und mit den Maustasten Aktionen einleiten, die den Spielcharakter mit seiner Umwelt interagieren lassen. Fay und Bent können so Gegenstände finden und sie auf die Umgebung oder andere Gegenstände anwenden sowie mit NPCs kommunizieren. Mit fortschreitendem Handlungsverlauf werden weitere Orte freigeschaltet. Einige in die Spielhandlung integrierte Minispiele erfordern motorisches Geschick, können aber übersprungen werden.

## Produktionsnotizen
Das Spiel sorgte zunächst bei einigen Nutzern für Unmut, da es sich zwischen 24 Uhr und 1 Uhr nicht starten ließ. Auch gab es bei vielen Nutzern scheinbar willkürlich auftretende Abstürze bei Raumwechseln oder Zwischensequenzen. Beide Fehler konnten mit einem Patch behoben werden.
2012 wurde eine überarbeitete Version des Spiels unter dem Titel A New Beginning: Final Cut veröffentlicht, die sieben Sprachen unterstützt, längere Zwischensequenzen und einige technische Verbesserungen erhält. Neben Deutsch und Englisch wurde das Spiel zusätzlich auf Französisch und Russisch lokalisiert und für Italienisch, Spanisch und Polnisch wurden Untertitel hinzugefügt.

### Musik
Während das Hauptthema des Soundtracks von Periscope Studio stammt, wurde der Großteil der Hintergrundmusik von Knights of Soundtrack geschrieben und produziert. Der musikalische Stil ist dabei sehr vielseitig und rangiert zwischen orchestraler Filmmusik und diegetischer Musik im Stile von Europop und Lounge. Zusätzlich zu Knights of Soundtrack werden noch weitere Personen genannt, die Musik zum Spiel beigetragen haben. Darunter befinden sich André Navratil und Damian Zur, die das Bent-Thema komponierten, sowie Florian Behnsen und Giliam Spliethoff, die verschiedene zusätzliche Musik beisteuerten.

### Synchronstimmen
| Charakter                    | deutscher Sprecher                                             |
| ---------------------------- | -------------------------------------------------------------- |
| Bent                         | Jürgen Holdorf                                                 |
| Fay                          | Simona Pahl                                                    |
| Salvador                     | Martin Sabel                                                   |
| Duve                         | Ingo Mess                                                      |
| Oggy                         | Alexander Grimm                                                |
| Indez                        | Guido Zimmermann                                               |
| Delvin                       | René Dawn-Claude                                               |
| Barney                       | Lars Wasserthal                                                |
| Quadi                        | Jan Dreyer                                                     |
| Tim, Arzt                    | Björn Werner                                                   |
| Burghard, Kellermann         | Mirko Thiele                                                   |
| Koch, Simon                  | Lennart Wollmershäuser                                         |
| Barbarez, Dr. Angust, Lissa  | Jessica Zang                                                   |
| Quicke, Telefon-Hotline      | Gunnar Frietsch                                                |
| Moderator, Jorge             | Oliver Geilhardt                                               |
| Dr. Braun, Funker            | Tim Niebuhr                                                    |
| Arbeiter, Mr. Wagner         | Haye Graf                                                      |
| Demoleiterin, Mrs. Wagner    | Nathalie Wernsing                                              |
| Nigel, Vorarbeiter           | Thomas Fitschen                                                |
| Sadi, Nachrichtensprecherin  | Alianne Diehl                                                  |
| Türsteher                    | Daniel Welbat                                                  |
| Benicio, Beleuchter          | Gunnar Haberland                                               |
| Schweisser                   | Daniel Budiman                                                 |
| Saboteur                     | Simon Krätschmer                                               |
| Buchhalter                   | Uke Bosse                                                      |
| Hardy                        | Kai Fiebig                                                     |
| Saalwache                    | Cornelius Wiegmann                                             |
| Howard, Bohrinsel Türsteher  | Gunnar Bergmann                                                |
| Dina, Miss Buendia, E-Stimme | Sinikka Compart                                                |
| Junger Demonstrant           | Claas Paletta                                                  |
| Demonstranten                | Claas Paletta, Rabae Hoffmann, Gunnar Bergmann, Thomas Padanyi |
| Aufnahmeleiter               | Matthias Mangelsdorf                                           |
| Josep                        | Thomas Padanyi                                                 |
| Leighton                     | René Anhaus                                                    |

## Rezeption
A New Beginning erhielt vorwiegend positive Bewertungen. Die Rezensionsdatenbank Metacritic aggregiert 20 Rezensionen zu einem Mittelwert von 72. Das Fachmagazin Adventure-Treff lobte besonders die gute Tonausgabe und das Rätseldesign, meinte jedoch, dass das Spiel nicht ganz an das zuvor erschienene The Whispered World herankam, und wertete das Spiel mit 87 %. Die PC Games vergab 84 % und urteilte „Spannender Klima-Thriller, verpackt als modernes Rätsel-Abenteuer.“ Die GameStar bezeichnete das Spiel als „ungewöhnliches Abenteuer mit toller Atmosphäre“ und vergab ebenfalls 84 %.

### Auszeichnungen
- Deutscher Entwicklerpreis 2010 (Bestes deutsches Jugendspiel)
- Deutscher Entwicklerpreis 2010 (Beste Story)
- Deutscher Entwicklerpreis 2010 (Bester Soundtrack)
- Deutscher Computerspielpreis 2011 (Bestes deutsches Spiel)
- Deutscher Computerspielpreis 2011 (Bestes Jugendspiel)